# Karl-Otto Stöhr
Karl-Otto Stöhr (* 9. Mai 1942 in Koblenz) ist ein deutsch-brasilianischer Mathematiker, der Professor in Rio de Janeiro am Instituto de Matemática Pura e Aplicada (IMPA) ist.

## Leben
Stöhr studierte als Stipendiat der Studienstiftung des Deutschen Volkes an der Universität Bonn mit dem Diplom 1966 und wurde dort 1967 bei Wolfgang Krull (und Jacques Tits) in Mathematik mit dem Thema Homotopietheorie proalgebraischer Gruppen und lokale Klassenkörpertheorie promoviert. Neben Mathematik studierte er auch Physik (unter anderem bei Wolfgang Paul). Zu seinen akademischen Lehrern gehörten auch Friedrich Hirzebruch und Jürgen Neukirch. 1969/70 war er Assistant Professor an der McGill University und dann wieder in Bonn. Seit 1972 arbeitet und lehrt er am IMPA in Rio de Janeiro.
Stöhr befasst sich mit algebraischer Geometrie (sowie mit algebraischer Zahlentheorie bzw. Arithmetik von Funktionenkörpern). Unter anderem veröffentlichte er über Moduli von Gorenstein-Kurven, Zetafunktionen und Poincaré-Reihen singulärer algebraischer Kurven, Riemann-Hypothese und rationale Punkte auf projektiven Kurven, Faserung singulärer Kurven in Charakteristik 1 und Weierstraß-Punkte und lineare Scharen auf singulären algebraischen Kurven.
Er ist Mitglied der Brasilianischen Akademie der Wissenschaften und erhielt den Ordem Nacional do Mérito Científico (1996). 2002 wurde er Mitglied der European Academy of Sciences.
Zu seinen Doktoranden zählt Arnaldo Garcia.

## Schriften
- mit José Felipe Voloch: Weierstrass points and curves over finite fields, Proc. London Math. Soc., Band 52, 1986, S. 1–19
- On the poles of regular differentials of singular curves, Bol. Soc. Bras. Mat., Band 24, 1993, S. 105–136
- Local and global zeta-functions of singular algebraic curves, Journal of Number Theory, Band  71, 1998, S. 172–202